# NGC 2271
NGC 2271 (również PGC 19476) – galaktyka eliptyczna (E/SB0), znajdująca się w gwiazdozbiorze Wielkiego Psa. Odkrył ją John Herschel 23 stycznia 1835 roku.